# Aguas Calientes
Aguas Calientes, officieel Machupicchu, is een woonkern (pueblo) in het gelijknamige stadsdistrict van de provincie Urubamba, in de Peruaanse regio Cuzco. Het is bekend door het wereldwonder Machu Picchu, dat een paar kilometer verderop ligt. De enige manier om in Aguas Calientes te komen is met de trein, of lopend over de Inca Trail. Er zijn veel restaurants, muzikanten en hotels. Er is ook een warmwaterbron, waar de naam van dit dorp op is gebaseerd. Aguas betekent namelijk het water in het Spaans, en Calientes betekent warm.
Aguas Calientes heeft verschillende treinsporen vanaf de stad Cuzco. De reizigerstreinen worden voornamelijk door toeristen gebruikt die naar Machu Picchu willen. Ook rijden er goederentreinen voor de bevoorrading. Naast het treinstation is een grote overdekte markt, met aansluitend de winkelstraten en het plein waar aan het gemeentehuis een groot standbeeld van een Inka opstaat.